# بيتر سميث (لاعب كرة قدم مواليد 1978)
بيتر سميث (بالإنجليزية: Peter Smith)‏ هو لاعب كرة قدم بريطاني في مركز الهجوم، ولد في 15 سبتمبر 1978 في Rhuddlan ‏ في المملكة المتحدة. لعب مع ماكليسفيلد تاون ونادي تلفورد يونايتد ونادي ريل ونادي كرو ألكساندرا ونادي نيوتاون.

## وصلات خارجية
- بيتر سميث على موقع قاعدة بيانات كرة القدم.إي يو (الإنجليزية)
- بيتر سميث على موقع Soccerbase.com (لاعب) (الإنجليزية)